# Bad Lobenstein
Bad Lobenstein település Németországban, azon belül Türingiában. Lakosainak száma 5663 fő (2023. december 31.). Bad Lobenstein Gefell és Birkenhügel községekkel határos.

## Népesség
A település népességének változása:
| Lakosok száma | 5997 | 5931 | 5931 | 5745 | 5733 | 5663 |
|               | 2017 | 2018 | 2019 | 2021 | 2022 | 2023 |